# Jean Baptiste Carnoy
Jean Baptiste Carnoy (Rumillies, Tournai, Bélgica, 11 de janeiro de 1836 – Scuol, Suíça, 6 de setembro de 1899) foi um sacerdote da Igreja Católica e cientista na área da citologia. É responsável pela explicação inicial da real natureza de membranas nas então denominadas substâncias albuminoides (proteinas).